# 龙王堂军事遗址
龙王堂军事遗址位于中国浙江省宁波市鄞州区咸祥镇炮台山北麓，因山脚有龙王庙，山谷俗称为龙王堂，故名，宽120米，长160米，现存13层21道乱石所砌墙体，墙体高1米，截面呈梯形，以山坡中间通道为界，呈对称分布，向两侧各延伸至自然山体陡坡，最长段60米，龙王堂山顶为炮台山烽火台，2010年9月公布为鄞州区文物保护单位。